# Castello di Kérouzéré
Il castello di Kérouzéré (in francese château de Kérouzéré) è un castello bretone, situato nel territorio comunale di Sibiril, nel dipartimento del Finistère (Francia). Il maniero, classificato come monumento storico dal 1883, è l'unico del XV secolo visitabile nel dipartimento.
Costruito tra 1425 e 1458 da Jean de Kérouzéré, ciambellano del duca Giovanni V di Bretagna, in località Coat-an-Tour, su una collina dove si trovava una torre e dove vivevano nel 1340, Yvon o Eon de Kérouzéré e sua moglie Marie de Pennanec'h.
Attualmente il castello rimane proprietà privata.